# 2258 Viipuri
2258 Viipuri là một tiểu hành tinh vành đai chính với chu kỳ quỹ đạo là 1614.0961528 ngày (4.42 năm).
Nó được phát hiện ngày 7 tháng 10 năm 1939.